# تاریخچه آبله
تاریخچه بیماری آبله به دوران پیشاتاریخ بازمی‌گردد. شواهد ژنتیکی نشان می‌دهند که ویروس آبله حدود ۳۰۰۰ تا ۴۰۰۰ سال پیش پدید آمده است. پیش از آن نیز ویروس‌های اجدادی مشابهی در گردش بوده‌اند، اما احتمالاً فقط در میان سایر پستانداران و با علائمی متفاوت. تنها چند گزارش مکتوب متعلق به حدود سال‌های ۵۰۰ تا ۱۰۰۰ میلادی وجود دارد که به‌عنوان توصیف‌های تاریخی معتبر از آبله شناخته می‌شوند؛ بنابراین، شناخت ما از این بیماری پیش از آن دوران بیشتر مبتنی بر داده‌های ژنتیکی و باستان‌شناسی است. با این حال، در هزاره دوم میلادی، به‌ویژه از قرن شانزدهم به بعد، گزارش‌های مکتوب معتبر دربارهٔ آبله رایج‌تر شد. قدیمی‌ترین شواهد فیزیکی از وجود آبله در مومیایی‌های مصری یافت شده که مربوط به افرادی است که حدود ۳۰۰۰ سال پیش درگذشته‌اند. بیماری آبله تأثیر عمده‌ای بر تاریخ جهان داشته است؛ به‌ویژه به این دلیل که جمعیت‌های بومی مناطقی که آبله در آن‌ها بومی نبود – مانند قاره‌های آمریکا و استرالیا – در زمان نخستین تماس‌های خارجی، به‌سرعت و به‌شدت کاهش یافتند؛ این کاهش جمعیت، در کنار شیوع سایر بیماری‌های وارداتی، زمینه را برای تسخیر و استعمار فراهم کرد. در قرن هجدهم، این بیماری سالانه حدود ۴۰۰٬۰۰۰ نفر را در اروپا به کام مرگ می‌کشاند که پنج فرمانروا نیز در میان آنان بودند، و یک‌سوم موارد نابینایی نیز ناشی از آبله بود. بین ۲۰ تا ۶۰ درصد از مبتلایان – و بیش از ۸۰ درصد از کودکان مبتلا – بر اثر این بیماری جان خود را از دست می‌دادند.
در طول قرن بیستم، برآورد می‌شود که بیماری آبله مسئول مرگ ۲۵۰ تا ۵۰۰ میلیون نفر بوده است. در اوایل دهه ۱۹۵۰، حدود ۵۰ میلیون مورد ابتلا به آبله در هر سال در جهان گزارش می‌شد. حتی تا سال ۱۹۶۷، سازمان جهانی بهداشت برآورد کرد که ۱۵ میلیون نفر در آن سال به این بیماری مبتلا شده‌اند و دو میلیون نفر جان خود را از دست داده‌اند. پس از انجام موفقیت‌آمیز برنامه‌های واکسیناسیون در سده‌های نوزدهم و بیستم، سازمان جهانی بهداشت در ماه مه ۱۹۸۰ به‌طور رسمی ریشه‌کنی جهانی آبله را اعلام کرد. آبله یکی از تنها دو بیماری از نوع عفونت است که تاکنون ریشه‌کن شده‌اند؛ بیماری دیگر طاعون گاوی بود که در سال ۲۰۱۱ به‌طور رسمی ریشه‌کن اعلام شد.

## بیماری‌های همه‌گیر اوراسیا
گفته شده است که آبله یکی از اجزای اصلی طاعون آتن بود که در سال ۴۳۰ پیش از میلاد، در طول جنگ‌های پلوپونز رخ داد و توسط توسیدید توصیف شد.
توصیف جالینوس از طاعون آنتونین، که در سال‌های ۱۶۵ تا ۱۸۰ میلادی در امپراتوری روم شیوع یافت، نشان می‌دهد که احتمالاً ناشی از آبله بوده است. سربازانی که از جنگ بازگشتند، این بیماری را در سلوکیه (عراق امروزی) گرفتند و آن را با خود به سوریه و ایتالیا آوردند. این بیماری پانزده سال ادامه داشت و امپراتوری روم را به شدت تضعیف کرد و در برخی مناطق تا یک سوم جمعیت را کشت. کل مرگ و میرها ۵ میلیون نفر تخمین زده شده است.
واضح‌ترین توصیف آبله از دوران پیش از دوران مدرن، در قرن نهم میلادی توسط پزشک ایرانی، محمد بن زکریای رازی، که در غرب با نام «رازس» شناخته می‌شود، ارائه شده است. او اولین کسی بود که آبله را از سرخک و آبله مرغان در کتاب «فی الجدری و الحسبه» خود متمایز کرد.

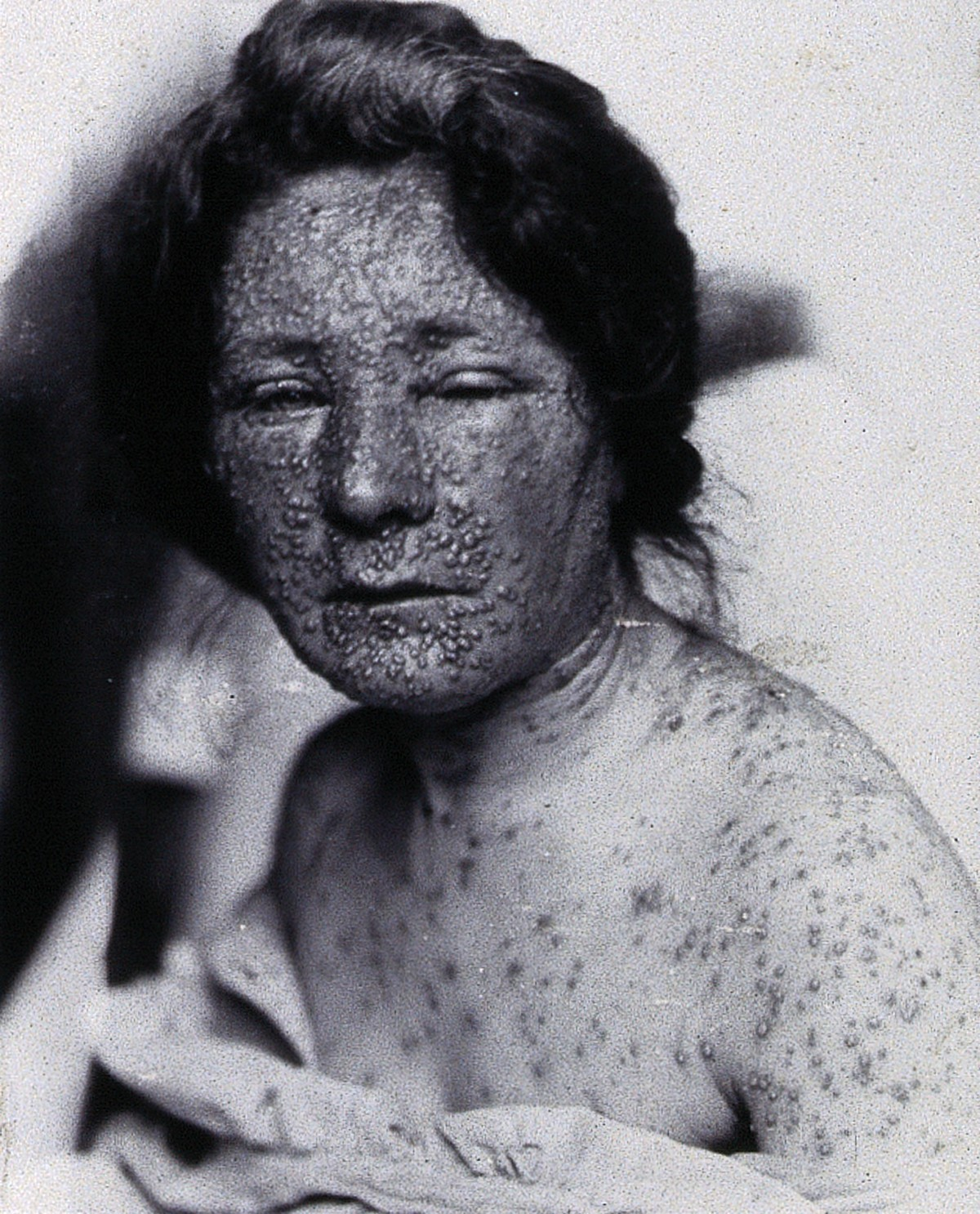
زن بیمار مبتلا به آبله در لندن، حدود ۱۸۹۰

آبله در قرن هجدهم یکی از علل اصلی مرگ و میر بود. از هر هفت کودکی که در روسیه متولد می‌شود، یکی بر اثر آبله می‌میرد. تخمین زده می‌شود که این بیماری در قرن هجدهم هر ساله جان ۴۰۰۰۰۰ اروپایی، از جمله پنج پادشاه اروپایی را می‌گرفت. بیشتر افراد در طول زندگی خود به این بیماری مبتلا می‌شدند و حدود ۳۰٪ از افراد آلوده به آبله در اثر این بیماری جان خود را از دست می‌دادند که فشار فرگشتی شدیدی را بر بازماندگان مقاوم وارد می‌کرد.
در شمال ژاپن، جمعیت آینوها در قرن نوزدهم به شدت کاهش یافت، که بخش عمده‌ای از آن به دلیل بیماری‌های عفونی مانند آبله بود که توسط مهاجران ژاپنی که به هوکایدو هجوم آورده بودند، به وجود آمد.

## بیماری‌های همه‌گیر در قاره آمریکا
پس از اولین تماس‌ها با اروپایی‌ها و آفریقایی‌ها، برخی معتقدند که مرگ ۹۰ تا ۹۵ درصد از جمعیت بومی دنیای جدید ناشی از بیماری‌های دنیای قدیم بوده است. گمان می‌رود که آبله عامل اصلی و مسئول کشتن تقریباً تمام ساکنان بومی قاره آمریکا بوده است. برای بیش از ۲۰۰ سال، این بیماری تمام جمعیت‌های جهان جدید را، عمدتاً بدون انتقال عمدی اروپایی‌ها، از تماس در اوایل قرن شانزدهم تا احتمالاً تا اواخر جنگ‌های فرانسه و هند (۱۷۵۴–۱۷۶۷) تحت تأثیر قرار می‌داد.
در سال ۱۵۱۹، هرنان کورتس در سواحلی که اکنون مکزیک است و در آن زمان امپراتوری آزتک نام داشت، پیاده شد. در سال ۱۵۲۰ گروه دیگری از اسپانیایی‌ها از هیسپانیولا به مکزیک رسیدند و آبله‌ای را که دو سال بود آن جزیره را دربر گرفته بود، با خود آوردند. وقتی کورتس از گروه دیگر باخبر شد، رفت و آنها را شکست داد. در این تماس، یکی از افراد کورتس به این بیماری مبتلا شد. وقتی کورتس به تنوچتیتلان بازگشت، بیماری را با خود آورد.
آخرین اپیدمی بزرگ آبله در ایالات متحده در بوستون، ماساچوست، در یک دوره سه ساله، بین سال‌های ۱۹۰۱ تا ۱۹۰۳ رخ داد. در طول این دوره سه ساله، ۱۵۹۶ مورد بیماری در سراسر شهر رخ داده است. از این تعداد، نزدیک به ۳۰۰ نفر جان خود را از دست دادند. در کل، این بیماری همه‌گیر ۱۷٪ نرخ مرگ و میر داشت.

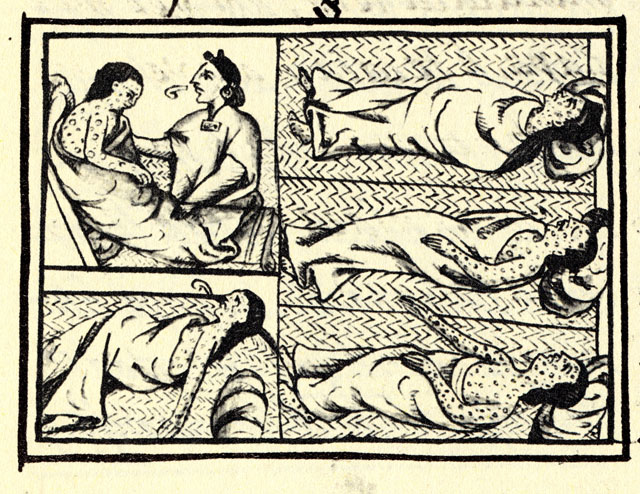
قربانیان بومی (احتمالاً آبله)، مجموعه قوانین فلورانس (تألیف شده ۱۵۴۰–۱۵۸۵)

افراد مبتلا به این بیماری به امید محافظت از دیگران در برابر ابتلا، در مراکز قرنطینه نگهداری می‌شدند. این مراکز قرنطینه یا آسایشگاه‌ها، عمدتاً در خیابان ساوت‌همپتون قرار داشتند. با وخیم‌تر شدن شیوع بیماری، مردان نیز به بیمارستان‌های جزیره گالوپ منتقل شدند. زنان و کودکان عمدتاً به خیابان ساوت‌همپتون فرستاده می‌شدند. بیماران مبتلا به آبله به دلیل ترس از شیوع بیماری در بین بیماران قبلی، اجازه ورود به بیمارستان‌های معمولی در سراسر شهر را نداشتند.
بازتابی از شیوع قبلی که در نیویورک رخ داد، فقرا و بی‌خانمان‌ها به خاطر شیوع بیماری سرزنش شدند. در پاسخ به این باور، شهرداری به تیم‌هایی از پزشکان دستور داد تا هر کسی را که در خانه‌های ارزان‌قیمت زندگی می‌کند، واکسینه کنند.